# Терса (приток Медведицы)
Терса́ — река в Саратовской и Волгоградской областях России, правый приток реки Медведица в бассейне Дона. Длина — 249 км (140 км в пределах Волгоградской области), площадь водосборного бассейна — 8810 км².

## Описание
Берёт начало на юго-западном склоне Приволжской возвышенности в Саратовской области. Исток находится на высоте приблизительно 200 м. Питание преимущественно снеговое. Половодье обычно в апреле. Среднегодовой расход воды — в 120 км от устья — 5,6 м³/с. В засушливые годы пересыхает (до 6 мес). Замерзает в ноябре — декабре, вскрывается в конце марта — 1-й половине апреля.
Долина сложена четвертичными ледниковыми отложениями (пески, валунные суглинки), а также породами верхнего мела (опоки, глины). Речное русло сильно извилистое, осложнённое перекатами и плёсами, течение спокойное. Замерзает Терса в середине ноября, а вскрывается в первой половине апреля.
Основные притоки справа — Елань (218 км) и Краишевка (43 км). Крупнейшие притоки слева — Щелкан (90 км), Вязовка (54 км) и Берёзовая (48 км).
Населённые пункты на реке: Ульянино, Казачка, Рудня, Криуша, Песчанка, Каменка, Самойловка.

## Притоки
(указано расстояние от устья)
- 13 км: река Щелкан (Малый Щелкан)
- 84 км: река Вязовка
- 85 км: река Краишевка (Караишевка)
- 108 км: река Елань
- 119 км: река Берёзовая (Березовка)
- 129 км: река Медвежий
- 149 км: река Коневка
- 171 км: река Река в овраге Песковатка
- 190 км: река Осиновка
- 208 км: река Гусевка
- 211 км: река Таловка (Таловая)
- 223 км: река Песчанка

## Данные водного реестра
По данным государственного водного реестра России относится к Донскому бассейновому округу, водохозяйственный участок реки — Терса, речной подбассейн реки — Бассейн притоков Дона между впадением притоков Хопра и Северского Донца. Речной бассейн реки — Дон (российская часть бассейна).
Код объекта в государственном водном реестре — 05010300212107000008626.